# Układ trójfryzowy
Układ trójfryzowy – sposób eksponowania eksponatów muzealnych lub artystycznych w sposób dający widzowi poczucie równowagi oraz rytmu. Polega na wieszaniu obiektów (np. obrazów) największych wysoko na ścianie galerii lub muzeum, a mniejszych poniżej. W pasie środkowym umieszcza się obiekty (np. rzeźby, figury, eksponaty trójwymiarowe) na konsolach, półkach lub w we wnękach, czy niszach.